# Lista de presidentes de Itália

## Lista de presidentes da Itália
| Nº | Retrato | Nome (nascimento-morte)          | Escrutínios              | Percentual                | Mandato                | Mandato                | Partido                                 | Estandarte | Senador vitalício até   |
| Nº | Retrato | Nome (nascimento-morte)          | Escrutínios              | Percentual                | Início                 | Fim                    | Partido                                 | Estandarte | Senador vitalício até   |
| -- | ------- | -------------------------------- | ------------------------ | ------------------------- | ---------------------- | ---------------------- | --------------------------------------- | ---------- | ----------------------- |
| 1  |         | Enrico De Nicola (1877-1959)     | 1                        | 72,8% (405 votos de 556)  | 1º de janeiro de 1948  | 12 de maio de 1948     | Partido Liberal Italiano                |            | 1º de outubro de 1959   |
| 2  |         | Luigi Einaudi (1874-1961)        | 4                        | 59,4% (518 votos de 872)  | 12 de maio de 1948     | 11 de maio de 1955     | Partido Liberal Italiano                |            | 30 de outubro de 1961   |
| 3  |         | Giovanni Gronchi (1887-1978)     | 4                        | 74,5% (658 votos de 883)  | 11 de maio de 1955     | 11 de maio de 1962     | Democracia Cristã                       |            | 17 de outubro de 1978   |
| 4  |         | Antonio Segni (1891-1972)        | 9                        | 52,6% (443 votos de 842)  | 11 de maio de 1962     | 6 de dezembro de 1964  | Democracia Cristã                       |            | 1º de dezembro de 1972  |
| 5  |         | Giuseppe Saragat (1898-1988)     | 21                       | 68,9% (646 votos de 937)  | 29 de dezembro de 1964 | 29 de dezembro de 1971 | Partido Socialista Democrático Italiano |            | 11 de junho de 1988     |
| 6  |         | Giovanni Leone (1908-2001)       | 23                       | 52,0% (518 votos de 996)  | 29 de dezembro de 1971 | 15 de junho de 1978    | Democracia Cristã                       |            | 9 de novembro 2001      |
| 7  |         | Sandro Pertini (1896-1990)       | 16                       | 83,6% (832 votos de 995)  | 9 de julho de 1978     | 29 de junho de 1985    | Partito Socialista Italiano             |            | 24 de fevereiro de 1990 |
| 8  |         | Francesco Cossiga (1928-2010)    | 1                        | 75,4% (752 votos de 977)  | 3 de julho de 1985     | 28 de abril de 1992    | Democracia Cristã                       |            | 17 de agosto de 2010    |
| 9  |         | Oscar Luigi Scalfaro (1918-2012) | 16                       | 66,3% (672 votos de 1002) | 28 de maio de 1992     | 15 de maio de 1999     | Democracia Cristã                       |            | 29 de janeiro de 2012   |
| 10 |         | Carlo Azeglio Ciampi (1920-2016) | 1                        | 71,4% (707 votos de 990)  | 18 de maio de 1999     | 15 de maio de 2006     | Independente                            |            | 16 de setembro de 2016  |
| 11 |         | Giorgio Napolitano (1925-2023)   | 4                        | 54,8% (543 votos de 990)  | 15 de maio de 2006     | 22 de abril de 2013    | Democratas de Esquerda                  |            | 22 de setembro de 2023  |
| 11 | 6       | Giorgio Napolitano (1925-2023)   | 74,0% (738 votos de 997) | 22 de abril de 2013       | 14 de janeiro de 2015  | Democratas de Esquerda |                                         |            | 22 de setembro de 2023  |
| 12 |         | Sergio Mattarella (1941-)        | 4                        | 66,0% (665 votos de 1009) | 3 de fevereiro de 2015 | no cargo               | Independente                            |            |                         |

Nota: Tradicionalmente, os presidentes não são membros de nenhum partido político no curso de seu mandato de forma a serem considerados neutros. Os partidos indicados são aqueles aos quais o presidente pertencia antes de sua posse.

## Substitutos
- Alcide De Gasperi (1881-1954) exerceu os poderes de Chefe provisório do Estado na sua qualidade de Primeiro-ministro, entre a partida de Humberto II (12 de junho de 1946) e a proclamação de Enrico De Nicola como Chefe do Estado na Assembleia constituinte (1 de julho).
- Enrico De Nicola (1877-1959) recebeu o título e os poderes de Chefe provisório do Estado. Ele assumiu o cargo em 1 de julho de 1946 e, segundo o que dispunha a nova Constitução, se tornou presidente da República em 1 de janeiro de 1948.
- Cesare Merzagora (1898-1991), na qualidade de presidente do Senado, substituiu provisoriamente o presidente Segni depois do seu acidente vascular cerebral a partir de 10 de agosto de 1964. Em seguida à renúncia de Segni, assumiu a substitução ordinária e exerceu os poderes entre 6 e 29 de dezembro de 1964.
- Pietro Grasso (1945-), substituiu o então presidente Giorgio Napolitano após sua renuncia em 2015. Napolitano governou a Itália por 9 anos, de 2006 até 2015.